# Val Las

La Val Las è una valle laterale della Valcanale, situata nel comune di Ardesio, in provincia di Bergamo.
Si trova immediatamente a nord del Monte Secco. 

## Gias del Secco

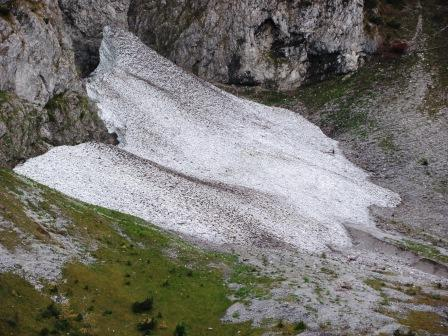
l nevaio nel novembre 2009.

Il Gias del Secco rappresenta uno dei nevai semiperenni alle quote più basse in Italia, ai piedi della parete nord del Monte Secco, all'altezza di 1100 metri sul livello del mare. 
Solo nelle annate più sfavorevoli si scioglie completamente; nelle annate più recenti non ha resistito alle estati del 2003, 2006, 2007, 2012 e 2017.